# Smolîhivka, Ripkî
Smolîhivka (în ucraineană Смолигівка) este localitatea de reședință a comunei Smolîhivka din raionul Ripkî, regiunea Cernihiv, Ucraina.

## Demografie
Componența lingvistică a localității Smolîhivka
     Ucraineană (96,67%)
     Rusă (2,5%)
     Alte limbi (0,83%)
Conform recensământului din 2001, majoritatea populației localității Smolîhivka era vorbitoare de ucraineană (96,67%), existând în minoritate și vorbitori de rusă (2,5%).